# Robert Wright (dziennikarz)

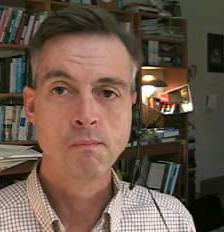
Robert Wright

Robert Wright (ur. 15 stycznia 1957 w Lawtonie) – amerykański dziennikarz, autor kilku światowej sławy książek poruszających tematy psychologii ewolucyjnej, religii czy teorii gier, profesor wizytujący na Uniwersytecie w Pensylwanii.
Jego najpopularniejsze publikacje to: Moralne zwierzę (jedna z 12 najpopularniejszych książek w 1994) oraz Nonzero. Logika ludzkiego przeznaczenia.

## Twórczość
- Three Scientists and Their Gods: Looking for Meaning in an Age of Information, ISBN 0-06-097257-2 (1989)
- The Moral Animal: Why We Are the Way We Are: The New Science of Evolutionary Psychology, ISBN 0-679-76399-6 (1994; wyd. pol. Moralne zwierzę. Dlaczego jesteśmy tacy, a nie inni: Psychologia ewolucyjna a życie codzienne, Warszawa 2003, Prószyński i S-ka, seria Na ścieżkach nauki, ISBN 83-7337-634-8)
- Nonzero: The Logic of Human Destiny, ISBN 0-679-75894-1 (2001; wyd. pol. Nonzero. Logika ludzkiego przeznaczenia, Warszawa 2003, Prószyński i S-ka, seria Na ścieżkach nauki, ISBN 83-7469-028-3)
- The Evolution of God, ISBN 0-316-73491-8 (2009; wyd. pol. Ewolucja Boga, Warszawa 2010, Prószyński i S-ka, seria Na ścieżkach nauki, ISBN 978-83-7648-471-6)
- Why Buddhism is True: The Science and Philosophy of Meditation and Enlightenment, ISBN 1-4391-9545-5 (2017)